# Championnat d'Allemagne de football 1920-1921
Navigation
Meisterschaft
(Verbandsligen)
1919-1920 Meisterschaft
(Verbandsligen)
1921-1922
La saison 1920-1921 du Championnat d'Allemagne de football était la 14e édition de la première division allemande.
Sept clubs participent à la compétition nationale, il s'agit des clubs champions de 6 régions d'Allemagne plus le champion sortant, le FC Nuremberg. Le championnat national est disputé sous forme de coupe à élimination directe.
C'est le FC Nuremberg, champion en titre, qui remporte la compétition nationale. C'est le 2e titre de champion d'Allemagne de son histoire. C'est la première fois dans l'histoire du championnat qu'un club parvient à conserver son titre.

## Les 7 clubs participants
(entre parenthèses, la région d'appartenance du club)
- SC Stettin (Baltique)
- Vorwarts 1890 Berlin (Brandebourg)
- Hallescher FC (Centre)
- Hambourg SV (Nord)
- FC Nuremberg (Sud et champion en titre)
- Duisbourg SV (Ouest)
- Sportfreunde Breslau (Sud-Est)

## Compétition
La compétition a lieu sous forme de coupe, avec match simple.
|  | Quarts de finale        | Quarts de finale      | Quarts de finale      | Quarts de finale      |                           |                           | Demi-finales        | Demi-finales        | Demi-finales        | Demi-finales        |  |  | Finale                    | Finale                    | Finale                    | Finale                    |
|  |                         |                       |                       |                       |                           |                           |                     |                     |                     |                     |  |  |                           |                           |                           |                           |
|  | 22 mai 1921 à Breslau   | 22 mai 1921 à Breslau | 22 mai 1921 à Breslau | 22 mai 1921 à Breslau |                           |                           | 29 mai 1921 à Halle | 29 mai 1921 à Halle | 29 mai 1921 à Halle | 29 mai 1921 à Halle |  |  | 12 juin 1921 à Dusseldorf | 12 juin 1921 à Dusseldorf | 12 juin 1921 à Dusseldorf | 12 juin 1921 à Dusseldorf |
|  | 22 mai 1921 à Breslau   | 22 mai 1921 à Breslau | 22 mai 1921 à Breslau | 22 mai 1921 à Breslau |                           |                           | 29 mai 1921 à Halle | 29 mai 1921 à Halle | 29 mai 1921 à Halle | 29 mai 1921 à Halle |  |  | 12 juin 1921 à Dusseldorf | 12 juin 1921 à Dusseldorf | 12 juin 1921 à Dusseldorf | 12 juin 1921 à Dusseldorf |
|  | Sportfreunde Breslau    | Sportfreunde Breslau  | 1                     | 1                     |                           |                           | 29 mai 1921 à Halle | 29 mai 1921 à Halle | 29 mai 1921 à Halle | 29 mai 1921 à Halle |  |  | 12 juin 1921 à Dusseldorf | 12 juin 1921 à Dusseldorf | 12 juin 1921 à Dusseldorf | 12 juin 1921 à Dusseldorf |
|  | Sportfreunde Breslau    | Sportfreunde Breslau  | 1                     | 1                     |                           |                           | 29 mai 1921 à Halle | 29 mai 1921 à Halle | 29 mai 1921 à Halle | 29 mai 1921 à Halle |  |  | 12 juin 1921 à Dusseldorf | 12 juin 1921 à Dusseldorf | 12 juin 1921 à Dusseldorf | 12 juin 1921 à Dusseldorf |
|  | Hallescher FC           | Hallescher FC         | 2                     | 2                     |                           |                           | 29 mai 1921 à Halle | 29 mai 1921 à Halle | 29 mai 1921 à Halle | 29 mai 1921 à Halle |  |  | 12 juin 1921 à Dusseldorf | 12 juin 1921 à Dusseldorf | 12 juin 1921 à Dusseldorf | 12 juin 1921 à Dusseldorf |
|  | Hallescher FC           | Hallescher FC         | 2                     | 2                     | Hallescher FC             | Hallescher FC             | 1                   | 1                   |                     |                     |  |  | 12 juin 1921 à Dusseldorf | 12 juin 1921 à Dusseldorf | 12 juin 1921 à Dusseldorf | 12 juin 1921 à Dusseldorf |
|  |                         |                       |                       |                       | Hallescher FC             | Hallescher FC             | 1                   | 1                   |                     |                     |  |  | 12 juin 1921 à Dusseldorf | 12 juin 1921 à Dusseldorf | 12 juin 1921 à Dusseldorf | 12 juin 1921 à Dusseldorf |
|  |                         |                       | FC Nuremberg T        | FC Nuremberg T        | 5                         | 5                         |                     |                     |                     |                     |  |  | 12 juin 1921 à Dusseldorf | 12 juin 1921 à Dusseldorf | 12 juin 1921 à Dusseldorf | 12 juin 1921 à Dusseldorf |
|  | FC Nuremberg T          |                       | FC Nuremberg T        | FC Nuremberg T        | 5                         | 5                         |                     |                     |                     |                     |  |  | 12 juin 1921 à Dusseldorf | 12 juin 1921 à Dusseldorf | 12 juin 1921 à Dusseldorf | 12 juin 1921 à Dusseldorf |
|  |                         | 29 mai 1921 à Berlin  |                       |                       |                           |                           |                     |                     |                     |                     |  |  | 12 juin 1921 à Dusseldorf | 12 juin 1921 à Dusseldorf | 12 juin 1921 à Dusseldorf | 12 juin 1921 à Dusseldorf |
|  | exempt                  |                       |                       |                       |                           |                           |                     |                     |                     |                     |  |  | 12 juin 1921 à Dusseldorf | 12 juin 1921 à Dusseldorf | 12 juin 1921 à Dusseldorf | 12 juin 1921 à Dusseldorf |
|  | FC Nuremberg T          | FC Nuremberg T        | 5                     | 5                     |                           |                           |                     |                     |                     |                     |  |  |                           |                           |                           |                           |
|  | FC Nuremberg T          | FC Nuremberg T        | 5                     | 5                     | 22 mai 1921 à Stettin     |                           |                     |                     |                     |                     |  |  |                           |                           |                           |                           |
|  |                         |                       | Vorwarts 1890 Berlin  | Vorwarts 1890 Berlin  | 0                         | 0                         |                     |                     |                     |                     |  |  |                           |                           |                           |                           |
|  | SC Stettin              | SC Stettin            | Vorwarts 1890 Berlin  | Vorwarts 1890 Berlin  | 0                         | 0                         | 1                   | 1                   |                     |                     |  |  |                           |                           |                           |                           |
|  | SC Stettin              | SC Stettin            |                       |                       |                           |                           |                     |                     |                     |                     |  |  |                           |                           |                           |                           |
|  | Vorwarts 1890 Berlin    | Vorwarts 1890 Berlin  | 2                     | 2                     |                           |                           |                     |                     |                     |                     |  |  |                           |                           |                           |                           |
|  | Vorwarts 1890 Berlin    | Vorwarts 1890 Berlin  | 2                     | 2                     | Vorwarts 1890 Berlin a.p. | Vorwarts 1890 Berlin a.p. | 2                   | 2                   |                     |                     |  |  |                           |                           |                           |                           |
|  | 22 mai 1921 à Duisbourg |                       |                       |                       | Vorwarts 1890 Berlin a.p. | Vorwarts 1890 Berlin a.p. | 2                   | 2                   |                     |                     |  |  |                           |                           |                           |                           |
|  |                         |                       | Duisbourg SV          | Duisbourg SV          | 1                         | 1                         |                     |                     |                     |                     |  |  |                           |                           |                           |                           |
|  | Duisbourg SV a.p.       | Duisbourg SV a.p.     | Duisbourg SV          | Duisbourg SV          | 1                         | 1                         | 2                   | 2                   |                     |                     |  |  |                           |                           |                           |                           |
|  | Duisbourg SV a.p.       | Duisbourg SV a.p.     |                       |                       |                           |                           |                     | 2                   |                     |                     |  |  |                           |                           |                           |                           |
|  | Hambourg SV             | Hambourg SV           | 1                     | 1                     |                           |                           |                     |                     |                     |                     |  |  |                           |                           |                           |                           |
|  | Hambourg SV             | Hambourg SV           | 1                     | 1                     |                           |                           |                     |                     |                     |                     |  |  |                           |                           |                           |                           |
|  |                         |                       |                       |                       |                           |                           |                     |                     |                     |                     |  |  |                           |                           |                           |                           |

## Bilan de la saison
| Tableau d'Honneur                   |              |
| Compétition                         | Vainqueur    |
| Championnat d'Allemagne de football | FC Nuremberg |